# Laurel und Hardy: In der Wüste
Laurel und Hardy: In der Wüste (Originaltitel: Beau Hunks) ist ein US-amerikanischer Kurzfilm von Laurel & Hardy aus dem Jahr 1931. Der Film feierte seine Premiere am 12. Dezember 1931, die deutsche Erstaufführung fand am 13. Dezember 1957 im Rahmen der Non-Stop-Lichtspiele in Mainz statt und war Teil der Serie „3 mal Dick und Doof“. Andere deutsche Titel für Beau Hunks waren z. B. „Dick und Doof in Algerien“ oder „Duell mit den Wüstensöhnen“.

## Handlung
Ollie ist hin und weg von seiner neuen Liebe, von der er jedoch sehr schnell enttäuscht wird. Um seinen Kummer zu vergessen, tritt er in die Fremdenlegion ein, natürlich nicht ohne Stan, dessen Freundespflicht es laut Ollie sei, mit ihm zu gehen. Der Alltag in der Fremdenlegion macht es den beiden nicht leicht: stundenlange Märsche durch die heiße Sahara mit vollem Gepäck auf dem Rücken sind an der Tagesordnung. Noch dazu kommt Ollie darauf, dass seine geliebte Jeannie Weenie offensichtlich allen Fremdenlegionären den Kopf verdreht hat, denn alle sind aus demselben Grund beigetreten. Nicht allzu lange nach Stan und Ollies Eintritt benötigt ein Außenposten der Fremdenlegion im „Ford Arid“ Verstärkung, da ein Putsch der arabischen Bande „Riffs“ droht. Die Truppe begibt sich auf den Marsch dorthin, verirrt sich jedoch in einem Sandsturm, und nur Stan und Ollie gelangen aus Glück im Unglück zum Ziel. Bei einem Angriff der Araber bemerken sie, dass diese barfuß gehen, und entdecken im Lager Fässer mit Reißnägeln, womit sie den Feinden Einhalt gebieten können. Der Schlussgag liegt darin, dass dem gerade von Stan und Ollie abgeführten Anführer ein Foto aus der Tasche rutscht – von Ollies ehemaliger Geliebten.

## Hintergrund
- Die Dreharbeiten dauerten vom 15. Juli bis 24. August 1931.
- Der Originaltitel Beau Hunks ist eine Anspielung auf den Roman Beau Geste von Percival Christopher Wren.
- Da einige Aufnahmen des Films an heißen Tagen gedreht wurden, klagten viele Mitwirkende, so auch Laurel und Hardy, über Sonnenbrände. Auch der Sandsturm hatte die negative Folge, dass später Augenverletzungen und Blasen die Folge waren.
- Auf dem Foto mit Ollies enttäuschter Liebe war Jean Harlow zu sehen, die bereits 1929 im Film „Der Prinz im Fahrstuhlschacht“ mitgewirkt hatte.
- „In der Wüste“ war deutlich kürzer geplant, wurde aufgrund der zahlreichen Gags aber während der Dreharbeiten immer länger. Da Hal Roach ohnehin längere Filme mit dem Duo plante, beließ er ihn in der gedrehten Version und nahm keine Kürzungen vor.[1]
- Der spätere, im Jahr 1939 gedrehte Film In der Fremdenlegion nahm sich diesen Film zur Vorlage.

## Deutsche Fassungen
- Die erste Fassung unter dem Titel Dick und Doof in Algier (bzw. ... in Algerien) wurde 1958 von der Münchner Riva GmbH erstellt. Anton Reimer sprach sowohl Stan Laurel als auch Oliver Hardy.[1][2]
- Eine weitere Synchronfassung stammt aus dem Jahre 1961 und wurde in der Münchner Synchronfirma Beta Technik hergestellt. Zu jener Zeit wurden auch zahlreiche andere Laurel und Hardy - Kurzfilme eingedeutscht. Die Dialogbücher stammen allesamt aus der Feder von Wolfgang Schick, während Manfred R. Köhler die Dialogregie führte und Conny Schumann für die Musik sorgte. Für Stan sprach Walter Bluhm, welcher diese Rolle schon seit 1936 übernommen hatte. Ollies Stimme war Arno Paulsen, der Hardy schon seit 1950 treffsicher seine Stimme geliehen hatte, und dies bis 1965 tat. Diese Fassung ist auf DVD erschienen.[2]